# Divizia A 1971-1972
La Divizia A 1971-1972 è stata la 54ª edizione della massima serie del campionato di calcio rumeno, disputato tra il 21 agosto 1971 e il 26 giugno 1972 e si concluse con la vittoria finale del FC Argeș Pitești, al suo primo titolo.
Capocannoniere del torneo fu Ion Oblemenco (Universitatea Craiova), con 20 reti.

## Formula
Come nella stagione precedente le squadre partecipanti furono 16 e disputarono un turno di andata e ritorno per un totale di trenta partite con le ultime due retrocesse in Divizia B.
Le qualificate alle coppe europee furono quattro: la vincente alla coppa dei Campioni 1972-1973, seconda e terza alla Coppa UEFA 1972-1973 e la vincente della coppa di Romania alla coppa delle Coppe 1972-1973.

## Squadre partecipanti
| Club                  | Città       | Stadio | Posizione 1970-1971 |
| --------------------- | ----------- | ------ | ------------------- |
| Steaua Bucarest       | Bucarest    |        | 3°                  |
| ASA Târgu Mureș       | Târgu Mureș |        | Divizia B           |
| Farul Constanța       | Costanza    |        | 11°                 |
| Rapid Bucarest        | Bucarest    |        | 2°                  |
| Dinamo Bucarest       | Bucarest    |        | Campione di Romania |
| Crișul Oradea         | Oradea      |        | Divizia B           |
| UTA Arad              | Arad        |        | 4°                  |
| Universitatea Craiova | Craiova     |        | 6°                  |
| FC Argeș Pitești      | Pitești     |        | 9°                  |
| Universitatea Cluj    | Cluj Napoca |        | 12°                 |
| Petrolul Ploiești     | Ploiești    |        | 7°                  |
| Jiul Petroșani        | Petroșani   |        | 13°                 |
| SC Bacău              | Bacău       |        | 10°                 |
| Steagul Roșu Brașov   | Brașov      |        | 5°                  |
| Politehnica Iași      | Iași        |        | 8°                  |
| CFR Cluj              | Cluj Napoca |        | 14°                 |

## Classifica finale
|    | Classifica            | G  | V  | N  | P  | GF | GS | Dif | Pt |
| -- | --------------------- | -- | -- | -- | -- | -- | -- | --- | -- |
| 1  | Argeș Pitești         | 30 | 19 | 3  | 8  | 51 | 35 | +16 | 41 |
| 2  | UTA Arad              | 30 | 15 | 7  | 8  | 51 | 29 | +22 | 37 |
| 3  | U Cluj                | 30 | 16 | 5  | 9  | 39 | 27 | +12 | 37 |
| 4  | ASA Târgu Mureș       | 30 | 14 | 7  | 9  | 35 | 30 | +5  | 35 |
| 5  | Steagul Roșu Brașov   | 30 | 13 | 8  | 9  | 37 | 21 | +16 | 34 |
| 6  | SC Bacău              | 30 | 14 | 4  | 12 | 41 | 41 | 0   | 32 |
| 7  | Dinamo București      | 30 | 12 | 7  | 11 | 46 | 36 | +10 | 31 |
| 8  | Universitatea Craiova | 30 | 13 | 5  | 12 | 42 | 35 | +7  | 31 |
| 9  | Steaua București      | 30 | 11 | 8  | 11 | 36 | 27 | +9  | 30 |
| 10 | Rapid București       | 30 | 13 | 4  | 13 | 40 | 39 | +1  | 30 |
| 11 | Farul Constanța       | 30 | 9  | 9  | 12 | 28 | 38 | -10 | 27 |
| 12 | Jiul Petroșani        | 30 | 10 | 7  | 13 | 26 | 38 | -12 | 27 |
| 13 | CFR Cluj              | 30 | 9  | 7  | 14 | 27 | 37 | -10 | 25 |
| 14 | Petrolul Ploiești     | 30 | 9  | 7  | 14 | 23 | 40 | -17 | 25 |
| 15 | Politehnica Iași      | 30 | 6  | 12 | 12 | 30 | 42 | -12 | 24 |
| 16 | Crișul Oradea         | 30 | 3  | 8  | 19 | 17 | 54 | -37 | 14 |

### Verdetti
- Argeș Pitești Campione di Romania 1971-72.
- Politehnica Iași e Crișul Oradea retrocesse in Divizia B.

### Qualificazioni alle Coppe europee
- Coppa dei Campioni 1972-1973: Argeș Pitești qualificato.
- Coppa UEFA 1972-1973: UTA Arad e U Cluj qualificate.